# Alchemist (groupe)
Pour les articles homonymes, voir Alchemist.
Alchemist est un groupe australien de metal progressif, originaire de Canberra. Le groupe est formé en 1987 et compte six albums studio, un EP et une compilation. Ils commencent à travailler sur un nouvel EP en 2010, mais le groupe fait une pause indéfinie et se sépare ensuite. Alchemist est le seul groupe à avoir participé à tous les festivals Metal for the Brain, un événement qu'il a dirigé et organisé à partir de 1996. Alchemist a également joué au Big Day Out, et effectué plusieurs tournées en Europe.

## Histoire

### 1987−2003
Alchemist est formé en 1987 par Adam Agius (chant/guitare) en tant que groupe de death metal. Le groupe sort une démo la même année intitulée Eternal Wedlock. Le style musical du groupe est brut et peu développé, et commence à évoluer avec l'arrivée du nouveau batteur Rodney Holder en 1989. L'année suivante, le groupe composé d'Agius, Holder, Andrew Meredith (guitare) et James Preece (basse) enregistre une deuxième démo.
En 1992, Roy Torkington rejoint Alchemist à la place de Meredith. A cette époque, les démos ont suscité suffisamment d'intérêt pour qu'ils soient approchés par le label autrichien Lethal, qui sort leur premier album, Jar of Kingdom, l'année suivante. L'album est enregistré à Sydney et présente un mélange éclectique de death metal, de grindcore et de psychédélisme. Deux chansons sont chantées par Michelle Klemke, une amie de la mère d'Agius. Selon les notes accompagnant la compilation Embryonics sortie en 2005, Agius a perdu sa voix pendant l'enregistrement. Insatisfait du son de l'album, le groupe le remasterise et réédité en 1999. Alchemist n'était pas non plus satisfait de la gestion de Jar of Kingdom par Lethal et se sépare rapidement d'eux. Après la sortie de Jar of Kingdom le groupe entame sa première tournée.
En 1994, Alchemist enregistre une cassette promotionnelle à vendre aux maisons de disques et une reprise de la chanson Black Metal de Venom pour un album hommage suédois intitulé The Promoters of the Third World War : A Tribute to Venom, qui est désormais un objet de collection. Le groupe commenxe également à travailler sur son album suivant, intitulé Lunasphere, sorti en 1995 sur le label de Melbourne Shock Records par l'intermédiaire de sa filiale Thrust. Lunasphere a montré un nouveau développement du style inhabituel d'Alchemist, en ajoutant des motifs orientaux et des claviers à son style déjà très diversifié. Le titre Garden of Eroticism est ajouté à l'album compilation Triple J This Is Twelve (ABC/EMI) en 1996 et cette chanson ainsi que Yoni Kunda sont devenues des incontournables de la scène. Le groupe soutient la sortie de Lunasphere avec un programme de tournée chargé qui comprenait plusieurs concerts avec Deathless, un groupe d'ambient australo-britannique, un créneau pour l'étape de Sydney du Big Day Out 1996, la première partie de Cathedral et Paradise Lost lors de leur double tournée en tête d'affiche, et la deuxième ouverture de Fear Factory.

### 2004−2010
Fin 2004, Alchemist entame sa première tournée en dehors de l'Australie. En raison de ces engagements, Metal for the Brain est reporté à février 2005. Le même mois, Alchemist remporte ses premiers Australian Heavy Metal Music Awards, avec First Contact récompensé par le prix du meilleur clip vidéo et Agius par celui du meilleur claviériste.
Après dix ans d'organisation réussie de Metal for the Brain, Alchemist met fin au festival en jouant le dernier événement le 4 novembre 2006. Holder, désormais basé à Brisbane, continue à organiser le festival Abducted Metal Horror, qui se tient en juillet 2007 avec 20 groupes. En mai de la même année, Alchemist termine le travail sur leur prochain album Tripsis, que le groupe déclare être un retour au son antérieur de Lunasphere et Spiritech. Pour coïncider avec la sortie de Tripsis, Alchemist devient la tête d'affiche de l'événement européen ProgPower et joue à d'autres dates. En juillet 2008, le groupe joue au Graspop Metal Meeting en Belgique dans le cadre de sa tournée européenne. En octobre 2008, Alchemist retourne en Australie pour une tournée avec Meshuggah. Le 9 décembre 2008, le groupe présente en avant-première la vidéo de Tongues and Knives. En janvier 2010, Alchemist commence à enregistrer un nouvel EP pour faire suite à Tripsis. Dans un article paru dans le Drum Media de Sydney en juillet, le batteur Rodney Holder déclare qu'Alchemist était actuellement en « pause prolongée ». Le site web du groupe reflète cette situation avec une page d'accueil déclarant que « Alchemist hiberne indéfiniment ».

## Style musical
Le style musical mêlait death metal, rock progressif, les influences psychédéliques, orientales, aborigènes et électroniques,,.

## Discographie

### Albums et EP
- 1993 : Jar of Kingdom (Lethal Records)
- 1995 : Lunasphere (Shock Records)
- 1997 : Spiritech (Shock Records)
- 1998 : Eve of the War (EP, Shock Records)
- 2000 : Organasm (Chatterbox Records (Australie), Displeased Records (Europe), Relapse (USA))
- 2003 : Austral Alien (Chatterbox Records (Australie), Relapse Records)
- 2006 : Embryonics 90-98 (compilation, Chatterbox Records)
- 2007 : Tripsis (Chatterbox Records, Relapse Records)

### Participations
- Garden of Eroticism sur Triple J: This Is Twelve (1995)
- Escape from the Black Hole sur Full Metal Racket (2000)
- Single-Sided sur Contaminated 4.0
- Alpha Capella Nova Vega sur KnuckleTracks Vol. 51 (2003)
- Single-Sided sur Contaminated 5.0 (2003, Relapse Records)
- Alpha Capella Nova Vega sur Metal Hammer: September 2003 (2003)
- First Contact sur Contaminated VI (2004)
- Chinese Whispers sur Relapse Records Sampler (2006)
- Solarburn sur Psychosonic! Vol. 47